# Élie Lévita

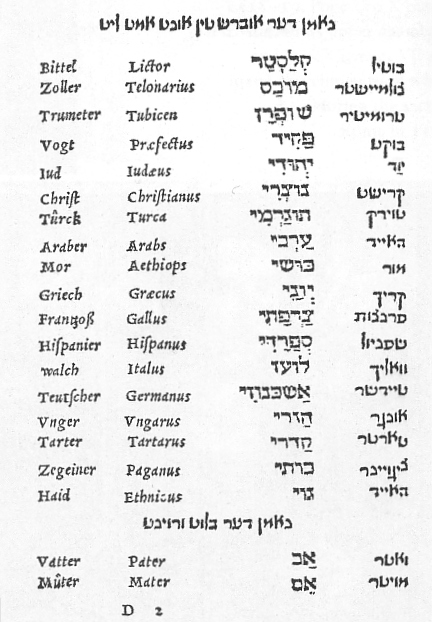
Une page du dictionnaire yiddish-hébreu-latin-allemand de Lévita

Élie Lévita  (hébreu: אליה בן אשר הלוי לעוויטא אשכנזי Elia ben Asher Halevi Levita Ashkenazi) dit Eliyahou HaBahour (hébreu : אליהו בחור « Elie le Bachelier »), Elijah Medaḳdeḳ, Elijah Tishbi, Elijah Ba'hour Levita ou Elye Bokher, est un auteur juif germano-italien des XVe et XVIe siècles (Neustadt an der Aisch, 13 février 1469 - Venise, 28 janvier 1549).
Linguiste, étudiant de la Massora et poète, il est l’un des principaux passeurs de la science linguistique hébraïque dans le monde chrétien de la Renaissance. Il est également l’auteur du Bovo-Bukh, un roman de chevalerie considéré comme l’un des premiers et des plus importants poèmes en vieux yiddish.

## Éléments biographiques
Élie Lévita, fils de rabbi Acher HaLevi, naît à Neustadt près de Nuremberg, dans une famille parlant le yiddish. Benjamin d’une fratrie de neuf, il reçoit une éducation juive classique en Allemagne et fait montre, dès son jeune âge, d’une prédilection pour les études bibliques et pour la grammaire hébraïque.
Selon certains, il a déjà fondé une famille lorsqu’il quitte la ville, probablement à la suite de la persécution puis d'une expulsion des Juifs en Allemagne. Il s’installe d’abord à Venise où il participe à partir de 1496 à un bref épanouissement de la littérature yiddish, les immigrants juifs n’ayant pas encore maîtrisé l’italien.
Arrivé à Padoue en 1504, il se fait maître d’hébreu pour enfants juifs. Il rédige à leur attention un commentaire du Mahalakh de Moïse Kimhi mais un certain Benjamin Colbo imprime le livre à Pesaro sous son propre nom. Il compose aussi son Bovo Bukh, inspiré de la geste du chevalier Beuve de Hanstone. En fin 2023 Marc-Alain Ouaknin et Arnaud Bikard consacrent deux émissions de FranceCulture, riches en éléments biographiques concernant "Elia Levita". Outre l'auteur, elles sont consacrées à cet ouvrage ainsi qu'à l'édition récente d'une seconde de ses œuvres, évoquée plus bas "Paris et Vienne", premier grand 'roman' médiéval en ancien yiddish. 
En 1509, la ville de Padoue est conquise et mise à sac par les troupes de la Ligue de Cambrai. Lévita parvient à s’échapper mais y perd tous ses avoirs et ses livres. Arrivé à Rome en 1516, il trouve un bienfaiteur en la personne de l’homme d’église et humaniste Gilles (Egidio) de Viterbe (1471-1532). Élie Lévita et sa famille séjournent pendant treize ans dans le palais du mécène qui est élevé en 1517 au rang de cardinal. Il lui apprend l’hébreu, apprend de lui le grec et copie des traités principalement kabbalistiques pour la bibliothèque du cardinal. Il lui dédie aussi son manuel de grammaire hébraïque, le Bakhour, qu’il publie en 1518. Il explique dans sa préface qu'il a appelé son livre « Bakhur » parce que c'était son nom de famille et encore pour son sens dénoté de « jeune » et « excellent ». La même année, il achève aussi la rédaction du Sefer Haharkava, un lexique répertoriant les mots étrangers et composés de la Bible hébraïque.
Le sac de Rome en 1527 lors des guerres d'Italie fait perdre à nouveau à Levita ses biens et une partie de ses manuscrits, et le renvoie à l'errance pendant trois ans avant d'arriver à Venise où il travaille comme correcteur expert chez l’éditeur et imprimeur Daniel Bomberg et comme professeur d’hébreu,. Dans le mouvement de la Renaissance où l'intérêt est croissant pour les traductions en hébreu, les livres hébraïques ou les commentaires de la Bible et du Talmud, une imprimerie hébraïque s'y ouvre et joue un rôle considérable aux premières années de l'impression, en diffusant jusqu'aux pays lointains ces ouvrages, et ce, jusqu'en 1538 où l'imprimerie doit fermer.
L’un de ses élèves de Levita, Georges de Selve, ambassadeur du roi de France à Venise, lui permet, grâce à ses dons, d’achever le Sefer Hazikhronot, une concordance massorétique de tous les mots de la Bible, demeuré à l’état de manuscrit, qu'il dédie à son noble protecteur. Il produit cependant une si grande admiration pour l’auteur à Paris qu’un poste de professeur d’hébreu à l’université de Paris lui est offert par François Ier ; Lévita refuse car la ville est interdite aux Juifs depuis 1394 et il ne veut pas y être le seul habitant juif. Il décline également les invitations de plusieurs cardinaux, évêques et princes pour des postes de professeur d'hébreu dans les universités chrétiennes. Il publie le Sefer Touv Ta'am sur les signes de cantillation en hébreu.
En 1540, âgé de 70 ans, il quitte sa femme et ses enfants pour se rendre à Isny dans le Wurttenberg en Allemagne, où il a accepté de diriger l’imprimerie hébraïque de Paul Fagius. Il séjourne chez lui, à Isny, jusqu’en 1542, le suivant ensuite à Constance (où l'imprimeur doit occuper la chaire d'hébreu à l'Université de Strasbourg) et publiant nombre de livres dont une nouvelle version révisée du Ba'hour et la première édition de son Bovo Bukh.
De retour à Venise en 1542, et malgré son grand âge, il travaille sur l'édition de plusieurs œuvres dont le « Mikhlol » de David Kimhi, qu’il enrichit de notes,.
Élie Lévita meurt le 28 janvier 1549 à Venise, âgé de 80 ans.

### Descendance
Les descendants d'Élia Levita vivent encore aujourd'hui dont l'ancien premier ministre britannique (2010-2016) David Cameron, membre du Conservative Friends of Israel, qui a évoqué son « aïeul Elijah Levita » par sa grand-mère paternelle Enid Agnes Maud Levita qui avait aussi pour ancêtre Lady Elizabeth FitzClarence Erroll, fille illégitime du roi Guillaume IV et de sa maîtresse, Dorothea Jordan,,.

## Œuvre

### Grammaire hébraïque

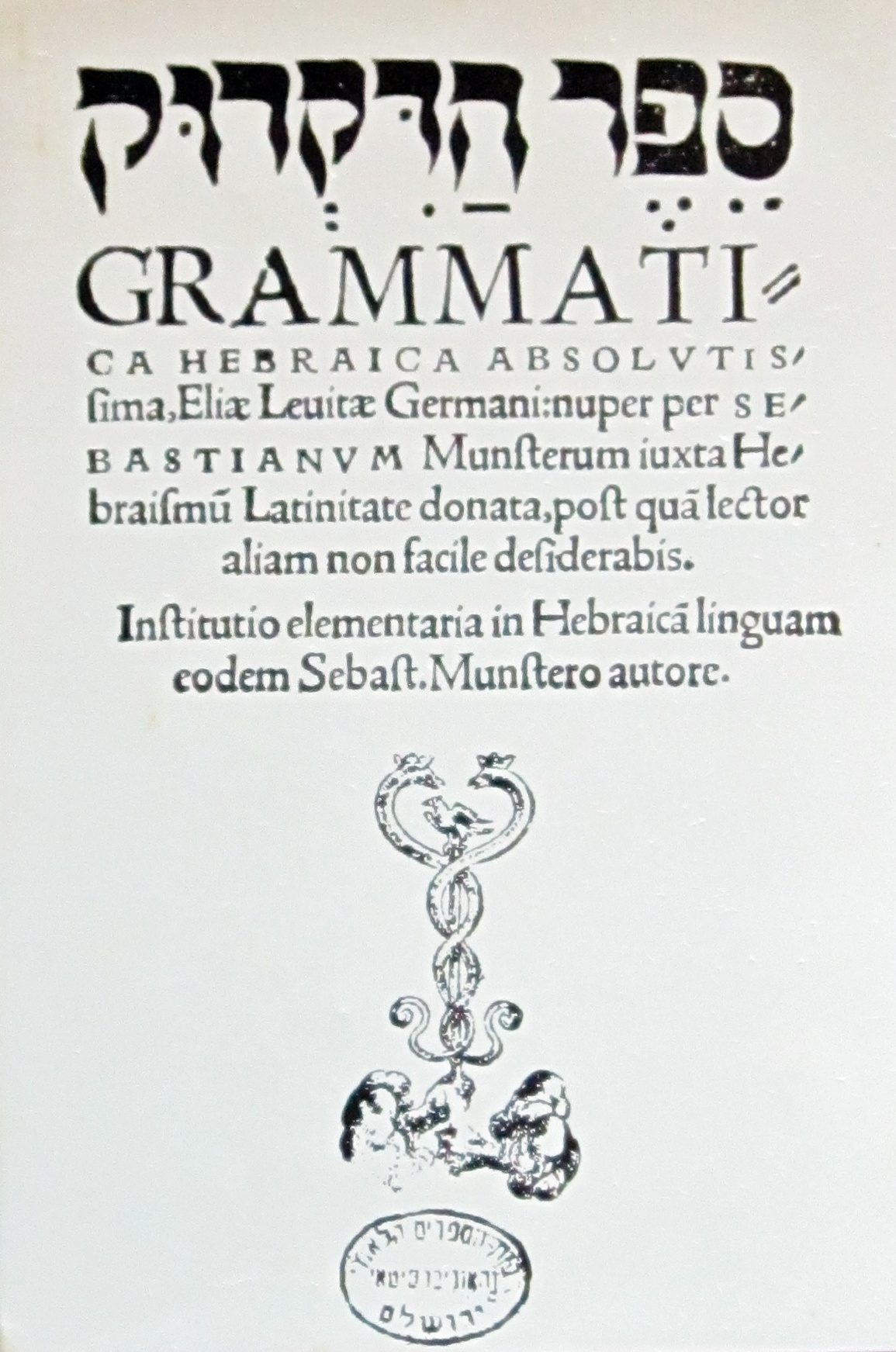
Edition hébreu-latin du livre de grammaire Sefer ha-Dikduk par Elijah Bahur Levita, Bâle (Suisse), 1525

La première œuvre d’Élie Lévita est un commentaire du Mahalakh. Imprimé sous le nom de Benjamin Colbo qui y ajoute des notes en provenance d’une autre œuvre et dénature ainsi le travail de Lévita, le livre demeure populaire parmi les étudiants juifs comme chrétiens et connaît plusieurs réimpressions à Pesaro ainsi qu’en Allemagne et en France. Il est traduit en latin par Sebastian Münster (Bâle, 1531 & 1536). À la suite des demandes pressantes de son entourage, Lévita rétablit la vérité sur la paternité de l’œuvre en 1546 et en publie une version revue et corrigée à Venise, assortie d'un poème où il raconte la mésaventure du manuscrit original,.
Composé au cours de son séjour chez Gilles de Viterbe et à sa demande, le Sefer Haba'hour est le grand-œuvre grammatical de Lévita. Il est publié du vivant de l’auteur une première fois à Rome en 1518 avec une dédicace au cardinal puis en 1542 à Isny. Le livre est divisé en quatre parties, la première partie traitant de la nature des verbes hébraïques, la seconde des changements de points-voyelles (nikkoud) selon la conjugaison, la troisième des noms réguliers et la quatrième des noms irréguliers. Chaque partie est subdivisée en treize sections (lesquelles correspondent aux treize principes de Maïmonide), le total équivalant à la valeur alphanumérique d’Eliyaou (1+30+10+5+6),.
En 1518 également, Élie Lévita publie le Loua'h bedikdouk hapoa'lim vehabinyanim, une série de tableaux d’exemples pour débutants. Il compose aussi un Sefer Haharkava sur les mots irréguliers de la Bible mais, craignant que de trop nombreuses digressions ne nuisent à la clarté du manuel, il publie une série de dissertations sur divers sujets grammaticaux, sous le titre de Pirkei Eliyahou. Le premier des Perakim, intitulé Perek shira discute en treize strophes des lois des lettres, des points-voyelles et des accents ; le second, Perek haminim, est écrit en prose et traite des différentes parties du discours ; le troisième, Perek hamiddot, discute des différentes parties du langage et le quatrième, Perek hashimmoushim, explique les lettres faibles. Toutes ces œuvres seront traduites en latin et publiées par Sebastian Münster.

### Massore
Élie Lévita considérait le Sefer Hazikhronot comme son chef-d’œuvre sur lequel il avait travaillé vingt ans mais bien que De Selves l’ait envoyé à Paris pour l’y faire publier à ses frais, le livre ne l’a jamais été et est conservé à ce jour à la Bibliothèque nationale de France,.
Deux ans après avoir complété le Sefer Hazikhronot, Lévita publie le Massoret HaMassoret (1538). Le livre est divisé en trois sections intitulées « Premières Tables », « Deuxièmes Tables » et « Tables Brisées », par allusion aux Tables de la Loi. Les « Premières Tables » sont divisées en dix sections appelées « Dix commandements » où l’auteur traite des formes d’écritures pleines et défectives. Les « Secondes Tables » traitent de keri et ketiv, qamatz et patah, daguech, mappiq et rafè etc. Les « Tables Brisées » expliquent les abréviations en usage chez les massorètes. Dans l’introduction à cette section, l’auteur déploie de nombreux arguments tendant à prouver que les points-voyelles de la Bible ont été inventés par les massorètes et n’ont pas été transmis à Moïse sur le mont Sinaï (ces théories sur la modernité du nikkoud ont suscité de nombreux débats parmi les Juifs mais aussi chez les chrétiens, opposant les Buxtorf, Walton, De Rossi et d’autres). Il se défend aussi, dans l’introduction à la première partie, contre les critiques formulées à son égard sur son rôle d’instructeur des chrétiens, expliquant que s’il est vrai que ceux-ci ne font pas mystère de leur volonté d’apprendre l’hébreu pour trouver dans la Kabbale des éléments en faveur du christianisme ou en défaveur du judaïsme, lui ne leur enseigne que la langue et pas la Kabbale ; de plus, nombre d’hébraïsants chrétiens tendent à défendre les Juifs contre les clercs trop fanatiques.
La Massoret HaMassoret a été si bien reçue qu’en moins de douze mois, elle était republiée à Bâle (1539). Cette édition contient la traduction latine aux trois introductions par Sebastian Münster ainsi qu’un compte-rendu succinct de leur contenu. Les « Tables Brisées » ont été publiées séparément à Venise en 1566, sous le titre de Peroush HaMassoret VeQara Shemo Sha'arei Shibrei Lou'hot et republiées avec un commentaire de Samuel ben Hayyim (Prague, 1610). Enfin, le livre a été intégralement traduit en allemand par Christian Gottlob Meyer en 1772 et en anglais par Christian David Ginsburg en 1867.
La même année[Laquelle ?], Élie Lévita publie le Sefer Touv Ta'am, un livre sur les règles des signes de cantillation.

### Lexicographie
Entre 1541 et 1544, alors qu’il accompagne Paul Fagius, Élie Lévita publie le Tishbi, un dictionnaire de 712 mots utilisés dans le Talmud et le Midrash, avec annotations allemandes et traduction latine par Fagius (Isny, 1541), le Sefer Metourgueman, un lexique d’araméen targoumique (Isny, 1541), le Shemot Devarim, une liste alphabétique de mots hébreux techniques (Isny, 1542), une version judéo-allemande (c’est-à-dire en vieux-yiddish occidental) du Pentateuque, des cinq Meguillot et des Haftarot (Constance, 1544).

### Romans chevaleresques

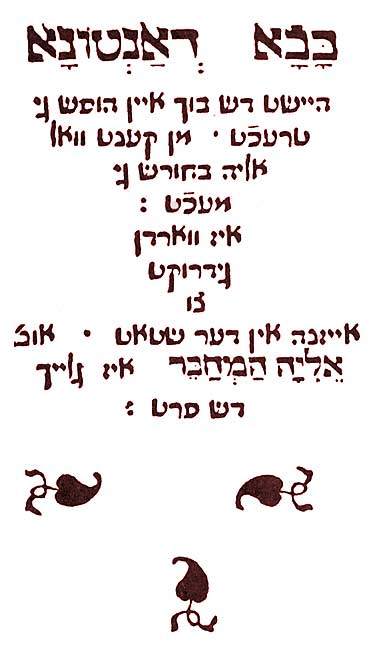
Couverture de l’édition Isny 1541 du Bovo Bukh

Le Bovo Bukh est un poème en 650 strophes de huit vers ïambiques, rédigé en dialecte germano-yiddish. Basé sur une version italienne de la geste de Sir Beuve (Mr Bevis de Hamton), il conte les amours de Bovo et Druzane ainsi que leurs aventures, si fantasques que le vocable de Bobbe maysse (histoire de Bovo) dénote encore aujourd’hui d’une histoire invraisemblable. Bien que sans base juive, l’histoire atténue les symboles chrétiens de l’œuvre originale et y substitue un contexte familier au lectorat. Le Bovo Bukh a été particulièrement populaire auprès des femmes, représentant sans doute la seule romance qui leur était accessible,.
On attribue aussi à Lévita Pariz un Viene (« Paris et Vienne »), un roman divisé en dix chapitres de longueur inégale qui, s’il est bien de lui, égalerait en qualité sinon en popularité le Bovo Bukh. Adaptant une histoire écrite en provençal dont l’auteur connaît la version italienne, elle relate également l’histoire d’amour entre deux amants, Paris et Vienne, qui n’ont des villes éponymes que le nom. La plupart des spécificités chrétiennes ont été gommées mais un évêque figure néanmoins parmi les personnages principaux.
Élie Lévita a également rédigé des poèmes plus courts en hébreu et en yiddish. Deux de ces poèmes composés pour Pourim ont été traduits du yiddish vers l’italien en 2010 par Claudia Rosenzweig.

## Hommage
Une rue porte son  nom à Tel Aviv et une autre à Ramat Gan en Israël.